# Vinho da Provença

Vinhas da Provença

Vinho da Provença é todo e qualquer vinho, tinto, rosé ou branco, produzido na região da Provença (Provence) França.  A Provença-Alpes-Costa Azul (Provence-Alpes-Côte d'Azur, em francês), é uma das 26 regiões administrativas da França, situada na região sudoeste.
A Provença é a grande produtora de vinhos rosés da França. Dos cerca de 160 milhões de garrafas de vinhos produzidos na região, cerca de 75% são rosés. 20% são tintos e 5% são brancos.
A Provença é a primeira região produtora de vinhos rosés AOC na França sendo responsável pela produção de metade das AOC rosés francesas ou ainda, perto de um quarto dos rosés franceses de todas as categorias juntas.
Os terroirs se estendem por 27 300 hectares repartidos em 3 departamentos: Var, Bouches-du-Rhône e Alpes-Maritimes.
São vinhos leves, delicados e agradáveis de beber. Ótimos para harmonizar pratos leves como saladas verdes com pouco tempero, saladas de frutos do mar, carpaccio de peixe, carpaccio de carne, etc.